# Маріо Дайсінані
Маріо Дайсінані (алб. Mario Dajsinani, нар. 23 грудня 1998, Дуррес) — албанський футболіст, воротар клубу «Егнатія» та національної збірної Албанії. Виступав також за низку інших албанських футбольних клубів.

## Клубна кар'єра
Маріо Дайсінані народився 1998 року в місті Дуррес. Розпочав займатися футболом у юнацькій команді клубу «Беса», а з 2014 року грав за основну команду, в якій виступав до 2016 року, взявши участь у 30 матчах чемпіонату.
У 2016 році Дайсінані перейшов до складу клубу «Партизані», проте в його складі не став гравцем основи, і в 2017 році перейшов до клубу «Скендербеу». У 2018 року керівництво «Скендербеу» віддало воротаря в оренду до клубу «Ерзені» (Шияк), і наступного року він повернувся до «Скендербеу», де грав до 2021 року.
У 2021 році Маріо Дайсінані став гравцем клубу «Лачі», в якому грав до 2025 року, та став у складі «Лачі» основним голкіпером команди. З 2025 року Дайсінані грає у складі клубу «Егнатія».

## Виступи за збірні
У 2016 році Маріо Дайсінані провів 1 матч у складі юнацької збірної Албанії віком гравців до 19 років.
Протягом 2017—2019 років Дайсінані грав у складі молодіжної збірної Албанії. На молодіжному рівні зіграв у 4 офіційних матчах, пропустив 9 голів.
У 2022 році Маріо Дайсінані зіграв 1 матч у складі національної збірної Албанії.

## Титули і досягнення
- Чемпіон Албанії (2):

«Скендербеу»: 2017–2018
«Егнатія»: 2024–2025
- Володар Кубка Албанії (1):

«Скендербеу»: 2017–2018
- Володар Суперкубка Албанії (1):

«Скендербеу»: 2018